# Edgard (transport)
Le réseau interurbain du Gard est un réseau de lignes d'autocar en France dans le département du Gard. L'exploitation du réseau est déléguée pour une durée de 10 ans depuis le 1er septembre 2009 au groupement 4TDG, composé de 19 entreprises, par l'autorité organisatrice des transports qui est le Conseil général du Gard. Le réseau est exploité sous la marque Edgard.
Le cœur du réseau est la gare routière de Nîmes. Depuis septembre 2018, Edgard est devenu liO.

## Histoire
Le réseau a été créé en 2009 dans un but : réorganiser un réseau de transport qui était jusqu'alors séparé en deux parties distinctes, les scolaires d'un côté et les lignes régulières de l'autre. Ainsi, depuis la création du réseau, un grand nombre de lignes scolaires ont été intégrées au réseau. Mais surtout, elles deviennent utilisables par tous les utilisateurs. Dans le même temps, le conseil général du Gard a mis en place une tarification très avantageuse, 1,50 € le trajet.
Dans le cadre de la loi NOTRe, la région Occitanie devient compétente en matière de transport en commun à la place des départements. De ce fait, en septembre 2018, le réseau Edgard a intégré le réseau régional des lignes intermodales d'Occitanie (liO).

## Le réseau

### Lignes régulières
Le 1er septembre 2019, toutes les lignes régulières sont renumérotées. Voir article Lignes intermodales d'Occitanie (LIO).
| Ancien nom | Nouveau nom |  | Ancien nom | Nouveau nom |
| ---------- | ----------- |  | ---------- | ----------- |
| A10        | 114         |  | C33        | 133         |
| A11        | 111         |  | C34        | 134         |
| A12        | 112         |  | C35        | 135         |
| A14        | X           |  | C36        | 136         |
| A13        | 113         |  | C37        | 137         |
| A15        | 155         |  | D40        | 140         |
| B21        | 121         |  | D41        | 141         |
| B22        | 122         |  | D42        | 142         |
| B23        | 123         |  | D43        | X           |
| B25        | 125         |  | E50        | 150         |
| C30        | 130         |  | E51        | 151         |
| C31        | X           |  | E52        | 152         |
| C32        | 132         |  |            |             |

- A10 : Alès - Nîmes
- A11 : Brignon - Uzès (STDG)
- A12 : Saint-Jean-du-Gard - Nîmes
- A13 : Alès - Barjac - Saint-Ambroix
- A14 : Pont-Saint-Esprit - Alès (Transdev Sud-Est Mobilités)
- A15 : Alès - Avignon (STDG)
- B21 : Pont-Saint-Esprit - Nîmes (STDG)
- B22 : Pont-Saint-Esprit - Avignon (Transdev Sud-Est Mobilités et Cars Auran)
- B23 : Bagnols-sur-Cèze - Avignon
- B25 : Estézargues - Nîmes (STDG)
- C30 : Arles - Nîmes (STDG)
- C31 : Saint-Gilles - Bellegarde - Beaucaire (Transports Gardois et STDG)
- C32 : La Grande-Motte - Le Grau-du-Roi - Nîmes (Transports Gardois)
- C33 : Le Cailar - Nîmes (Transports Gardois)
- C34 : Vauvert - Beauvoisin - Nîmes (Transports Gardois)
- C35 : Lunel - Nîmes (STDG)
- C36 : Lunel - Sommières - Nîmes
- C37 : Aimargues - Vauvert - Vergèze
- D40 : Le Vigan - Nîmes (STDG)
- D41 : Sommières - Nîmes (Transports Gardois)
- D42 : Le Vigan - Alès (Aigoual Tourisme)
- D43 : Souvignargues - Nîmes (STDG)
- E50 : Beaucaire - Aramon - Avignon (Transdev Sud-Est Mobilités)
- E51 : Nîmes - Avignon (STDG)
- E52 : Ligne saisonnière Nîmes - Uzès - Saint-Quentin-la-Poterie (STDG)

### Circuits Causses-Cévennes
| Ancien nom | Nouveau nom |  | Ancien nom | Nouveau nom |
| ---------- | ----------- |  | ---------- | ----------- |
| CCC1       | 101         |  | CCC6       | 106         |
| CCC2       | 102         |  | CCC7       | 107         |
| CCC3       | X           |  | CCC8       | 108         |
| CCC4       | 104         |  | CCC10      | 109         |
| CCC5       | 105         |  |            |             |

- CCC 1 : Campestre-et-Luc - Le Vigan
- CCC 2 : Ganges - Sumène - Saint-Roman-de-Codières
- CCC 3 : Saint-Laurent-le-Minier - Ganges
- CCC 4 : Le Vigan - Aulas - Arphy
- CCC 5 : Vissec - Montdardier - Le Vigan
- CCC 6 : Mandagout - Le Vigan
- CCC 7 : Saint-Bresson - Roquedur - Le Vigan
- CCC 8 : Lanuejols - Valleraugue - Le Vigan
- CCC10 : Saint-André-de-Valborgne - Saint-Jean-du-Gard

### Transport à la demande
- TAD 1 : Mauressargues - Saint-Geniès-de-Malgoirès - La Calmette
- TAD 1 : Gajan - Saint-Geniès-de-Malgoirès - La Calmette
- TAD 2 : Desserte du Sommièrois
- TAD 3 : Saint-Martial - Saint-Hippolyte-du-Fort
- TAD 3 : Pompignan - Saint-Hippolyte-du-Fort
- TAD 4 : Saint-Jean-du-Gard
- TAD 5 : Chamborigaud - Bessèges
- TAD 5 : Bonnevaux - Bessèges

### Lignes scolaires
Le réseau de lignes scolaires comprend 12 lignes du SIRP (Syndicat Intercommunal de Regroupement Pédagogique) ainsi que 95 lignes dites ''Services Scolaires''. Les lignes du SIRP sont numérotées 1 à 12, les lignes Services Scolaires sont immatriculées 800-1 à 841-1.

## Liste des lignes
Les horaires et les numéros de lignes sont issus des fiches horaires du réseau, et sont applicables à partir du 2 septembre 2019.

### Lignes 101 à 109
| Ligne | Caractéristiques | Caractéristiques                                                                      | Caractéristiques                                                                      | Caractéristiques                                                                      | Caractéristiques                                                                      | Caractéristiques                                                                      | Caractéristiques                                                                      | Caractéristiques                                                                      | Caractéristiques                                                                      |
| 101   | Campestre-et-Luc — Village ⥋ Le Vigan — Les Châtaigniers | Campestre-et-Luc — Village ⥋ Le Vigan — Les Châtaigniers                              | Campestre-et-Luc — Village ⥋ Le Vigan — Les Châtaigniers                              | Campestre-et-Luc — Village ⥋ Le Vigan — Les Châtaigniers                              | Campestre-et-Luc — Village ⥋ Le Vigan — Les Châtaigniers                              | Campestre-et-Luc — Village ⥋ Le Vigan — Les Châtaigniers                              | Campestre-et-Luc — Village ⥋ Le Vigan — Les Châtaigniers                              | Campestre-et-Luc — Village ⥋ Le Vigan — Les Châtaigniers                              | Campestre-et-Luc — Village ⥋ Le Vigan — Les Châtaigniers                              |
| ----- | --- | ------------------------------------------------------------------------------------- | ------------------------------------------------------------------------------------- | ------------------------------------------------------------------------------------- | ------------------------------------------------------------------------------------- | ------------------------------------------------------------------------------------- | ------------------------------------------------------------------------------------- | ------------------------------------------------------------------------------------- | ------------------------------------------------------------------------------------- |
| 101   | Ouverture / Fermeture — / — | Longueur —                                                                            | Durée 48 min                                                                          | Nb. d’arrêts 10                                                                       | Matériel —                                                                            | Jours de fonctionnement S                                                             | Jour / Soir / Nuit / Fêtes O / N / N / N                                              | Voy. / an —                                                                           | Dépôt —                                                                               |
| 101   | Desserte : - Villes et lieux desservis : Campestre-et-Luc, Alzon, Arrigas, Aumessas, Arre, Bez-et-Esparon, Molières-Cavaillac, Le Vigan. - Gare desservie : — |                                                                                       |                                                                                       |                                                                                       |                                                                                       |                                                                                       |                                                                                       |                                                                                       |                                                                                       |
| 101   | Autre : - Amplitudes horaires : La ligne circule le samedi de 9h00 à 12h50. - Histoire : Avant le 2 septembre 2019, la ligne portait le numéro CCC1. - Date de dernière mise à jour : 21 août 2019. |                                                                                       |                                                                                       |                                                                                       |                                                                                       |                                                                                       |                                                                                       |                                                                                       |                                                                                       |
| 101   | Dernière actualisation : — |                                                                                       |                                                                                       |                                                                                       |                                                                                       |                                                                                       |                                                                                       |                                                                                       |                                                                                       |
| 102   | Saint-Roman-de-Codières — Village ⥋ Ganges — Jeu de ballon | Saint-Roman-de-Codières — Village ⥋ Ganges — Jeu de ballon                            | Saint-Roman-de-Codières — Village ⥋ Ganges — Jeu de ballon                            | Saint-Roman-de-Codières — Village ⥋ Ganges — Jeu de ballon                            | Saint-Roman-de-Codières — Village ⥋ Ganges — Jeu de ballon                            | Saint-Roman-de-Codières — Village ⥋ Ganges — Jeu de ballon                            | Saint-Roman-de-Codières — Village ⥋ Ganges — Jeu de ballon                            | Saint-Roman-de-Codières — Village ⥋ Ganges — Jeu de ballon                            | Saint-Roman-de-Codières — Village ⥋ Ganges — Jeu de ballon                            |
| 102   | Ouverture / Fermeture — / — | Longueur —                                                                            | Durée 40 min                                                                          | Nb. d’arrêts 8                                                                        | Matériel —                                                                            | Jours de fonctionnement L, Ma, Me, J, V                                               | Jour / Soir / Nuit / Fêtes O / N / N / N                                              | Voy. / an —                                                                           | Dépôt —                                                                               |
| 102   | Desserte : - Villes et lieux desservis : Saint-Roman-de-Codières, Saint-Martial, Sumène, Ganges. - Gare desservie : — |                                                                                       |                                                                                       |                                                                                       |                                                                                       |                                                                                       |                                                                                       |                                                                                       |                                                                                       |
| 102   | Autre : - Amplitudes horaires : La ligne circule le vendredi de 9h15 à 12h45. Un retour supplémentaire est effectué du lundi au vendredi de 18h45 à 19h30. - Histoire : Avant le 2 septembre 2019, la ligne portait le numéro CCC2. - Date de dernière mise à jour : 21 août 2019.                                 |                                                                                       |                                                                                       |                                                                                       |                                                                                       |                                                                                       |                                                                                       |                                                                                       |                                                                                       |
| 102   | Dernière actualisation : — |                                                                                       |                                                                                       |                                                                                       |                                                                                       |                                                                                       |                                                                                       |                                                                                       |                                                                                       |
| 103   | Pompignan — Mairie ⥋ Saint-Hippolyte-du-Fort — Casernes | Pompignan — Mairie ⥋ Saint-Hippolyte-du-Fort — Casernes                               | Pompignan — Mairie ⥋ Saint-Hippolyte-du-Fort — Casernes                               | Pompignan — Mairie ⥋ Saint-Hippolyte-du-Fort — Casernes                               | Pompignan — Mairie ⥋ Saint-Hippolyte-du-Fort — Casernes                               | Pompignan — Mairie ⥋ Saint-Hippolyte-du-Fort — Casernes                               | Pompignan — Mairie ⥋ Saint-Hippolyte-du-Fort — Casernes                               | Pompignan — Mairie ⥋ Saint-Hippolyte-du-Fort — Casernes                               | Pompignan — Mairie ⥋ Saint-Hippolyte-du-Fort — Casernes                               |
| 103   | Ouverture / Fermeture — / — | Longueur —                                                                            | Durée 15 min                                                                          | Nb. d’arrêts 3                                                                        | Matériel —                                                                            | Jours de fonctionnement V                                                             | Jour / Soir / Nuit / Fêtes O / N / N / N                                              | Voy. / an —                                                                           | Dépôt —                                                                               |
| 103   | Desserte : - Villes et lieux desservis : Pompignan, Saint-Hippolyte-du-Fort. - Gare desservie : — |                                                                                       |                                                                                       |                                                                                       |                                                                                       |                                                                                       |                                                                                       |                                                                                       |                                                                                       |
| 103   | Autre : - Amplitudes horaires : La ligne circule le vendredi de 9h00 à 11h30. - Histoire : Avant le 2 septembre 2019, la ligne portait le numéro TAD3. - Date de dernière mise à jour : 21 août 2019. |                                                                                       |                                                                                       |                                                                                       |                                                                                       |                                                                                       |                                                                                       |                                                                                       |                                                                                       |
| 103   | Dernière actualisation : — |                                                                                       |                                                                                       |                                                                                       |                                                                                       |                                                                                       |                                                                                       |                                                                                       |                                                                                       |
| 104   | Arphy — Bions (uniquement le samedi) / Aulas — Mairie ⥋ Le Vigan — Les Châtaigniers | Arphy — Bions (uniquement le samedi) / Aulas — Mairie ⥋ Le Vigan — Les Châtaigniers   | Arphy — Bions (uniquement le samedi) / Aulas — Mairie ⥋ Le Vigan — Les Châtaigniers   | Arphy — Bions (uniquement le samedi) / Aulas — Mairie ⥋ Le Vigan — Les Châtaigniers   | Arphy — Bions (uniquement le samedi) / Aulas — Mairie ⥋ Le Vigan — Les Châtaigniers   | Arphy — Bions (uniquement le samedi) / Aulas — Mairie ⥋ Le Vigan — Les Châtaigniers   | Arphy — Bions (uniquement le samedi) / Aulas — Mairie ⥋ Le Vigan — Les Châtaigniers   | Arphy — Bions (uniquement le samedi) / Aulas — Mairie ⥋ Le Vigan — Les Châtaigniers   | Arphy — Bions (uniquement le samedi) / Aulas — Mairie ⥋ Le Vigan — Les Châtaigniers   |
| 104   | Ouverture / Fermeture — / — | Longueur —                                                                            | Durée 15-50 min                                                                       | Nb. d’arrêts 25                                                                       | Matériel —                                                                            | Jours de fonctionnement L, Ma, Me, J, V, S                                            | Jour / Soir / Nuit / Fêtes O / N / N / N                                              | Voy. / an —                                                                           | Dépôt —                                                                               |
| 104   | Desserte : - Villes et lieux desservis : Arphy, Aulas, Bréau-et-Salagosse, Mars, Molières, Avèze, Le Vigan. - Gare desservie : — |                                                                                       |                                                                                       |                                                                                       |                                                                                       |                                                                                       |                                                                                       |                                                                                       |                                                                                       |
| 104   | Autre : - Amplitudes horaires : La ligne circule du lundi au vendredi de 14h00 à 16h15 et le samedi de 9h00 à 12h35. - Histoire : Avant le 2 septembre 2019, la ligne portait le numéro CCC4. - Date de dernière mise à jour : 21 août 2019.                                                                       |                                                                                       |                                                                                       |                                                                                       |                                                                                       |                                                                                       |                                                                                       |                                                                                       |                                                                                       |
| 104   | Dernière actualisation : — |                                                                                       |                                                                                       |                                                                                       |                                                                                       |                                                                                       |                                                                                       |                                                                                       |                                                                                       |
| 105   | Vissec — Place ⥋ Le Vigan — Les Châtaigniers | Vissec — Place ⥋ Le Vigan — Les Châtaigniers                                          | Vissec — Place ⥋ Le Vigan — Les Châtaigniers                                          | Vissec — Place ⥋ Le Vigan — Les Châtaigniers                                          | Vissec — Place ⥋ Le Vigan — Les Châtaigniers                                          | Vissec — Place ⥋ Le Vigan — Les Châtaigniers                                          | Vissec — Place ⥋ Le Vigan — Les Châtaigniers                                          | Vissec — Place ⥋ Le Vigan — Les Châtaigniers                                          | Vissec — Place ⥋ Le Vigan — Les Châtaigniers                                          |
| 105   | Ouverture / Fermeture — / — | Longueur —                                                                            | Durée 30-70 min                                                                       | Nb. d’arrêts 10                                                                       | Matériel —                                                                            | Jours de fonctionnement Ma, Me, S                                                     | Jour / Soir / Nuit / Fêtes O / N / N / N                                              | Voy. / an —                                                                           | Dépôt —                                                                               |
| 105   | Desserte : - Villes et lieux desservis : Vissec, Blandas, Rogues, Montdardier, Avèze, Le Vigan. - Gare desservie : — |                                                                                       |                                                                                       |                                                                                       |                                                                                       |                                                                                       |                                                                                       |                                                                                       |                                                                                       |
| 105   | Autre : - Amplitudes horaires : La ligne circule le mardi et le samedi de 8h50 à 16h00, ainsi que le mercredi pendant les petites vacances scolaires. - Histoire : Avant le 2 septembre 2019, la ligne portait le numéro CCC5. - Date de dernière mise à jour : 21 août 2019.                                      |                                                                                       |                                                                                       |                                                                                       |                                                                                       |                                                                                       |                                                                                       |                                                                                       |                                                                                       |
| 105   | Dernière actualisation : — |                                                                                       |                                                                                       |                                                                                       |                                                                                       |                                                                                       |                                                                                       |                                                                                       |                                                                                       |
| 106   | Saint-André-de-Majencoules — Village ⥋ Le Vigan — Collège et Lycée André Chamson | Saint-André-de-Majencoules — Village ⥋ Le Vigan — Collège et Lycée André Chamson      | Saint-André-de-Majencoules — Village ⥋ Le Vigan — Collège et Lycée André Chamson      | Saint-André-de-Majencoules — Village ⥋ Le Vigan — Collège et Lycée André Chamson      | Saint-André-de-Majencoules — Village ⥋ Le Vigan — Collège et Lycée André Chamson      | Saint-André-de-Majencoules — Village ⥋ Le Vigan — Collège et Lycée André Chamson      | Saint-André-de-Majencoules — Village ⥋ Le Vigan — Collège et Lycée André Chamson      | Saint-André-de-Majencoules — Village ⥋ Le Vigan — Collège et Lycée André Chamson      | Saint-André-de-Majencoules — Village ⥋ Le Vigan — Collège et Lycée André Chamson      |
| 106   | Ouverture / Fermeture — / — | Longueur —                                                                            | Durée 65 min                                                                          | Nb. d’arrêts 21                                                                       | Matériel —                                                                            | Jours de fonctionnement S                                                             | Jour / Soir / Nuit / Fêtes O / N / N / N                                              | Voy. / an —                                                                           | Dépôt —                                                                               |
| 106   | Desserte : - Villes et lieux desservis : Saint-André-de-Majencoules, Mandagout, Aulas, Le Vigan. - Gare desservie : — |                                                                                       |                                                                                       |                                                                                       |                                                                                       |                                                                                       |                                                                                       |                                                                                       |                                                                                       |
| 106   | Autre : - Amplitudes horaires : La ligne circule le samedi de 9h00 à 13h05. - Histoire : Avant le 2 septembre 2019, la ligne portait le numéro CCC6. - Date de dernière mise à jour : 21 août 2019. |                                                                                       |                                                                                       |                                                                                       |                                                                                       |                                                                                       |                                                                                       |                                                                                       |                                                                                       |
| 106   | Dernière actualisation : — |                                                                                       |                                                                                       |                                                                                       |                                                                                       |                                                                                       |                                                                                       |                                                                                       |                                                                                       |
| 107   | Saint-Bresson — Village ⥋ Le Vigan — Les Châtaigniers | Saint-Bresson — Village ⥋ Le Vigan — Les Châtaigniers                                 | Saint-Bresson — Village ⥋ Le Vigan — Les Châtaigniers                                 | Saint-Bresson — Village ⥋ Le Vigan — Les Châtaigniers                                 | Saint-Bresson — Village ⥋ Le Vigan — Les Châtaigniers                                 | Saint-Bresson — Village ⥋ Le Vigan — Les Châtaigniers                                 | Saint-Bresson — Village ⥋ Le Vigan — Les Châtaigniers                                 | Saint-Bresson — Village ⥋ Le Vigan — Les Châtaigniers                                 | Saint-Bresson — Village ⥋ Le Vigan — Les Châtaigniers                                 |
| 107   | Ouverture / Fermeture — / — | Longueur —                                                                            | Durée 50 min                                                                          | Nb. d’arrêts 8                                                                        | Matériel —                                                                            | Jours de fonctionnement S                                                             | Jour / Soir / Nuit / Fêtes O / N / N / N                                              | Voy. / an —                                                                           | Dépôt —                                                                               |
| 107   | Desserte : - Villes et lieux desservis : Saint-Bresson, Roquedur, Le Vigan. - Gare desservie : — |                                                                                       |                                                                                       |                                                                                       |                                                                                       |                                                                                       |                                                                                       |                                                                                       |                                                                                       |
| 107   | Autre : - Amplitudes horaires : La ligne circule le samedi de 9h00 à 12h50. - Histoire : Avant le 2 septembre 2019, la ligne portait le numéro CCC7. - Date de dernière mise à jour : 21 août 2019. |                                                                                       |                                                                                       |                                                                                       |                                                                                       |                                                                                       |                                                                                       |                                                                                       |                                                                                       |
| 107   | Dernière actualisation : — |                                                                                       |                                                                                       |                                                                                       |                                                                                       |                                                                                       |                                                                                       |                                                                                       |                                                                                       |
| 108   | Trèves — Gendarmerie / Valleraugue — Office de Tourisme ⥋ Le Vigan — Les Châtaigniers | Trèves — Gendarmerie / Valleraugue — Office de Tourisme ⥋ Le Vigan — Les Châtaigniers | Trèves — Gendarmerie / Valleraugue — Office de Tourisme ⥋ Le Vigan — Les Châtaigniers | Trèves — Gendarmerie / Valleraugue — Office de Tourisme ⥋ Le Vigan — Les Châtaigniers | Trèves — Gendarmerie / Valleraugue — Office de Tourisme ⥋ Le Vigan — Les Châtaigniers | Trèves — Gendarmerie / Valleraugue — Office de Tourisme ⥋ Le Vigan — Les Châtaigniers | Trèves — Gendarmerie / Valleraugue — Office de Tourisme ⥋ Le Vigan — Les Châtaigniers | Trèves — Gendarmerie / Valleraugue — Office de Tourisme ⥋ Le Vigan — Les Châtaigniers | Trèves — Gendarmerie / Valleraugue — Office de Tourisme ⥋ Le Vigan — Les Châtaigniers |
| 108   | Ouverture / Fermeture — / — | Longueur —                                                                            | Durée 30-105 min                                                                      | Nb. d’arrêts 13                                                                       | Matériel —                                                                            | Jours de fonctionnement L, Ma, Me, J, V, S                                            | Jour / Soir / Nuit / Fêtes O / N / N / N                                              | Voy. / an —                                                                           | Dépôt —                                                                               |
| 108   | Desserte : - Villes et lieux desservis : Trèves, Lanuéjols, Saint-Sauveur-Camprieu, L'Espérou, Valleraugue, Saint-André-de-Majencoules, Le Vigan. - Gare desservie : — |                                                                                       |                                                                                       |                                                                                       |                                                                                       |                                                                                       |                                                                                       |                                                                                       |                                                                                       |
| 108   | Autre : - Amplitudes horaires : La ligne circule du lundi au vendredi de 9h00 à 16h10 et le samedi de 8h00 à 14h10. - Particularités : Certains services ne circulent que sur réservation. - Histoire : Avant le 2 septembre 2019, la ligne portait le numéro CCC8. - Date de dernière mise à jour : 21 août 2019. |                                                                                       |                                                                                       |                                                                                       |                                                                                       |                                                                                       |                                                                                       |                                                                                       |                                                                                       |
| 108   | Dernière actualisation : — |                                                                                       |                                                                                       |                                                                                       |                                                                                       |                                                                                       |                                                                                       |                                                                                       |                                                                                       |
| 109   | Saint-Jean-du-Gard — La Poste ⥋ Saint-André-de-Valborgne — Fontaine | Saint-Jean-du-Gard — La Poste ⥋ Saint-André-de-Valborgne — Fontaine                   | Saint-Jean-du-Gard — La Poste ⥋ Saint-André-de-Valborgne — Fontaine                   | Saint-Jean-du-Gard — La Poste ⥋ Saint-André-de-Valborgne — Fontaine                   | Saint-Jean-du-Gard — La Poste ⥋ Saint-André-de-Valborgne — Fontaine                   | Saint-Jean-du-Gard — La Poste ⥋ Saint-André-de-Valborgne — Fontaine                   | Saint-Jean-du-Gard — La Poste ⥋ Saint-André-de-Valborgne — Fontaine                   | Saint-Jean-du-Gard — La Poste ⥋ Saint-André-de-Valborgne — Fontaine                   | Saint-Jean-du-Gard — La Poste ⥋ Saint-André-de-Valborgne — Fontaine                   |
| 109   | Ouverture / Fermeture — / — | Longueur —                                                                            | Durée 15-50 min                                                                       | Nb. d’arrêts 11                                                                       | Matériel —                                                                            | Jours de fonctionnement L, Ma, Me, J, V, S                                            | Jour / Soir / Nuit / Fêtes O / N / N / N                                              | Voy. / an —                                                                           | Dépôt —                                                                               |
| 109   | Desserte : - Villes et lieux desservis : Saint-Jean-du-Gard, Peyrolles, L'Estréchure, Saumane, Les Plantiers, Saint-André-de-Valborgne. - Gare desservie : — |                                                                                       |                                                                                       |                                                                                       |                                                                                       |                                                                                       |                                                                                       |                                                                                       |                                                                                       |
| 109   | Autre : - Amplitudes horaires : La ligne circule du lundi au vendredi de 8h15 à 17h10 et le samedi de 10h25 à 12h55. - Histoire : Avant le 2 septembre 2019, la ligne portait le numéro CCC10. - Date de dernière mise à jour : 21 août 2019.                                                                      |                                                                                       |                                                                                       |                                                                                       |                                                                                       |                                                                                       |                                                                                       |                                                                                       |                                                                                       |
| 109   | Dernière actualisation : — |                                                                                       |                                                                                       |                                                                                       |                                                                                       |                                                                                       |                                                                                       |                                                                                       |                                                                                       |

### Lignes 110 à 119
| Ligne | Caractéristiques | Caractéristiques                                                                                        | Caractéristiques                                                                                        | Caractéristiques                                                                                        | Caractéristiques                                                                                        | Caractéristiques                                                                                        | Caractéristiques                                                                                        | Caractéristiques                                                                                        | Caractéristiques                                                                                        |
| 111   | Uzès — Poste ⥋ Brignon — Collège de la Gardonnenque | Uzès — Poste ⥋ Brignon — Collège de la Gardonnenque                                                     | Uzès — Poste ⥋ Brignon — Collège de la Gardonnenque                                                     | Uzès — Poste ⥋ Brignon — Collège de la Gardonnenque                                                     | Uzès — Poste ⥋ Brignon — Collège de la Gardonnenque                                                     | Uzès — Poste ⥋ Brignon — Collège de la Gardonnenque                                                     | Uzès — Poste ⥋ Brignon — Collège de la Gardonnenque                                                     | Uzès — Poste ⥋ Brignon — Collège de la Gardonnenque                                                     | Uzès — Poste ⥋ Brignon — Collège de la Gardonnenque                                                     |
| ----- | --- | --- | --- | --- | --- | --- | --- | --- | --- |
| 111   | Ouverture / Fermeture — / — | Longueur —                                                                                              | Durée 35-50 min                                                                                         | Nb. d’arrêts 18                                                                                         | Matériel —                                                                                              | Jours de fonctionnement L, Ma, Me, J, V                                                                 | Jour / Soir / Nuit / Fêtes O / N / N / N                                                                | Voy. / an —                                                                                             | Dépôt —                                                                                                 |
| 111   | Desserte : - Villes et lieux desservis : Uzès, Arpaillargues-et-Aureillac, Aubussargues, Bourdic, Garrigues-Sainte-Eulalie, Saint-Chaptes, Moussac, Brignon. - Gare desservie : — | | | | | | | | |
| 111   | Autre : - Amplitudes horaires : La ligne circule du lundi au vendredi de 6h15 à 18h35. - Particularités : Une correspondance en direction ou en provenance de Nîmes avec la ligne 114 est possible à l'arrêt Brignon Collège de la Gardonnenque. - Histoire : Avant le 2 septembre 2019, la ligne portait le numéro A11. - Date de dernière mise à jour : 22 août 2019.   | | | | | | | | |
| 111   | Dernière actualisation : — | | | | | | | | |
| 112   | Saint-Jean-du-Gard — La Poste / Lycée Hôtelier Marie Curie ⥋ Nîmes — Gare Routière / Lycée Darboux | Saint-Jean-du-Gard — La Poste / Lycée Hôtelier Marie Curie ⥋ Nîmes — Gare Routière / Lycée Darboux      | Saint-Jean-du-Gard — La Poste / Lycée Hôtelier Marie Curie ⥋ Nîmes — Gare Routière / Lycée Darboux      | Saint-Jean-du-Gard — La Poste / Lycée Hôtelier Marie Curie ⥋ Nîmes — Gare Routière / Lycée Darboux      | Saint-Jean-du-Gard — La Poste / Lycée Hôtelier Marie Curie ⥋ Nîmes — Gare Routière / Lycée Darboux      | Saint-Jean-du-Gard — La Poste / Lycée Hôtelier Marie Curie ⥋ Nîmes — Gare Routière / Lycée Darboux      | Saint-Jean-du-Gard — La Poste / Lycée Hôtelier Marie Curie ⥋ Nîmes — Gare Routière / Lycée Darboux      | Saint-Jean-du-Gard — La Poste / Lycée Hôtelier Marie Curie ⥋ Nîmes — Gare Routière / Lycée Darboux      | Saint-Jean-du-Gard — La Poste / Lycée Hôtelier Marie Curie ⥋ Nîmes — Gare Routière / Lycée Darboux      |
| 112   | Ouverture / Fermeture — / — | Longueur —                                                                                              | Durée 30-80 min                                                                                         | Nb. d’arrêts 31                                                                                         | Matériel —                                                                                              | Jours de fonctionnement L, Ma, Me, J, V, S, D                                                           | Jour / Soir / Nuit / Fêtes O / N / N / O                                                                | Voy. / an —                                                                                             | Dépôt —                                                                                                 |
| 112   | Desserte : - Villes et lieux desservis : Saint-Jean-du-Gard, Thoiras, Corbès, Anduze, Massillargues-Attuech, Lézan, Saint-Jean-de-Serres, Lédignan, Aigremont, Montagnac, Fons-Outre-Gardon, Saint-Mamert-du-Gard, Parignargues, Nîmes. - Gare desservie : Nîmes. | | | | | | | | |
| 112   | Autre : - Amplitudes horaires : La ligne circule du lundi au vendredi de 5h55 à 19h35, le samedi de 6h30 à 20h35 et le dimanche de 7h15 à 20h35. - Histoire : Avant le 2 septembre 2019, la ligne portait le numéro A12. - Date de dernière mise à jour : 22 août 2019.                                                                                                   | | | | | | | | |
| 112   | Dernière actualisation : — | | | | | | | | |
| 113   | Barjac — Place du 8 Mai ⥋ Alès — Gare Routière | Barjac — Place du 8 Mai ⥋ Alès — Gare Routière                                                          | Barjac — Place du 8 Mai ⥋ Alès — Gare Routière                                                          | Barjac — Place du 8 Mai ⥋ Alès — Gare Routière                                                          | Barjac — Place du 8 Mai ⥋ Alès — Gare Routière                                                          | Barjac — Place du 8 Mai ⥋ Alès — Gare Routière                                                          | Barjac — Place du 8 Mai ⥋ Alès — Gare Routière                                                          | Barjac — Place du 8 Mai ⥋ Alès — Gare Routière                                                          | Barjac — Place du 8 Mai ⥋ Alès — Gare Routière                                                          |
| 113   | Ouverture / Fermeture — / — | Longueur —                                                                                              | Durée 30-60 min                                                                                         | Nb. d’arrêts 22                                                                                         | Matériel —                                                                                              | Jours de fonctionnement L, Ma, Me, J, V                                                                 | Jour / Soir / Nuit / Fêtes O / N / N / N                                                                | Voy. / an —                                                                                             | Dépôt —                                                                                                 |
| 113   | Desserte : - Villes et lieux desservis : Barjac, Saint-Privat-de-Champclos, Saint-Jean-de-Maruéjols-et-Avéjan, Tharaux, Rochegude, Rivières, Allègre-les-Fumades, Salindres, Saint-Privat-des-Vieux, Alès. - Gare desservie : Alès. | | | | | | | | |
| 113   | Autre : - Amplitudes horaires : La ligne circule du lundi au vendredi de 6h00 à 18h55. - Histoire : Avant le 2 septembre 2019, la ligne portait le numéro A13. - Date de dernière mise à jour : 22 août 2019. | | | | | | | | |
| 113   | Dernière actualisation : — | | | | | | | | |
| 114   | Alès — Gare Routière (une fois par jour) / Brignon — Collège de la Gardonnenque ⥋ Nîmes — Gare Routière | Alès — Gare Routière (une fois par jour) / Brignon — Collège de la Gardonnenque ⥋ Nîmes — Gare Routière | Alès — Gare Routière (une fois par jour) / Brignon — Collège de la Gardonnenque ⥋ Nîmes — Gare Routière | Alès — Gare Routière (une fois par jour) / Brignon — Collège de la Gardonnenque ⥋ Nîmes — Gare Routière | Alès — Gare Routière (une fois par jour) / Brignon — Collège de la Gardonnenque ⥋ Nîmes — Gare Routière | Alès — Gare Routière (une fois par jour) / Brignon — Collège de la Gardonnenque ⥋ Nîmes — Gare Routière | Alès — Gare Routière (une fois par jour) / Brignon — Collège de la Gardonnenque ⥋ Nîmes — Gare Routière | Alès — Gare Routière (une fois par jour) / Brignon — Collège de la Gardonnenque ⥋ Nîmes — Gare Routière | Alès — Gare Routière (une fois par jour) / Brignon — Collège de la Gardonnenque ⥋ Nîmes — Gare Routière |
| 114   | Ouverture / Fermeture — / — | Longueur —                                                                                              | Durée 35-75 min                                                                                         | Nb. d’arrêts 23                                                                                         | Matériel —                                                                                              | Jours de fonctionnement L, Ma, Me, J, V, S                                                              | Jour / Soir / Nuit / Fêtes O / N / N / N                                                                | Voy. / an —                                                                                             | Dépôt —                                                                                                 |
| 114   | Desserte : - Villes et lieux desservis : Alès, Saint-Hilaire-de-Brethmas, Vézénobres, Ners, Cruviers-Lascours, Brignon, Sauzet, La Calmette, Nîmes. - Gares desservies : Nîmes, Alès. | | | | | | | | |
| 114   | Autre : - Amplitudes horaires : La ligne circule du lundi au samedi de 7h00 à 19h35. - Particularités : La desserte de la branche de Brignon à Alès est principalement effectuée par la ligne 510 du réseau NTecc. - Histoire : Avant le 2 septembre 2019, la ligne portait le numéro A10. - Date de dernière mise à jour : 22 août 2019.                                 | | | | | | | | |
| 114   | Dernière actualisation : — | | | | | | | | |
| 115   | Alès — Gare Routière / Uzès — Esplanade ⥋ Avignon — Pôle d'Échanges Multimodal | Alès — Gare Routière / Uzès — Esplanade ⥋ Avignon — Pôle d'Échanges Multimodal                          | Alès — Gare Routière / Uzès — Esplanade ⥋ Avignon — Pôle d'Échanges Multimodal                          | Alès — Gare Routière / Uzès — Esplanade ⥋ Avignon — Pôle d'Échanges Multimodal                          | Alès — Gare Routière / Uzès — Esplanade ⥋ Avignon — Pôle d'Échanges Multimodal                          | Alès — Gare Routière / Uzès — Esplanade ⥋ Avignon — Pôle d'Échanges Multimodal                          | Alès — Gare Routière / Uzès — Esplanade ⥋ Avignon — Pôle d'Échanges Multimodal                          | Alès — Gare Routière / Uzès — Esplanade ⥋ Avignon — Pôle d'Échanges Multimodal                          | Alès — Gare Routière / Uzès — Esplanade ⥋ Avignon — Pôle d'Échanges Multimodal                          |
| 115   | Ouverture / Fermeture — / — | Longueur —                                                                                              | Durée 45-100 min                                                                                        | Nb. d’arrêts 34                                                                                         | Matériel —                                                                                              | Jours de fonctionnement L, Ma, Me, J, V, S, D                                                           | Jour / Soir / Nuit / Fêtes O / N / N / O                                                                | Voy. / an —                                                                                             | Dépôt —                                                                                                 |
| 115   | Desserte : - Villes et lieux desservis : Alès, Saint-Hilaire-de-Brethmas, Méjannes-lès-Alès, Monteils, Saint-Hippolyte-de-Caton, Euzet, Baron, Foissac, Serviers-et-Labaume, Montaren-et-Saint-Médiers, Uzès, Saint-Maximin, Argilliers, Vers-Pont-du-Gard, Castillon-du-Gard, Remoulins, Fournès, Estézargues, Saze, Avignon. - Gares desservies : Avignon-Centre, Alès. | | | | | | | | |
| 115   | Autre : - Amplitudes horaires : La ligne circule du lundi au vendredi de 6h30 à 19h40, et le samedi et le dimanche de 7h55 à 19h40. - Histoire : Avant le 2 septembre 2019, la ligne portait le numéro A15. - Date de dernière mise à jour : 22 août 2019. | | | | | | | | |
| 115   | Dernière actualisation : — | | | | | | | | |

### Lignes 120 à 129
| Ligne | Caractéristiques | Caractéristiques | Caractéristiques | Caractéristiques | Caractéristiques | Caractéristiques | Caractéristiques | Caractéristiques | Caractéristiques |
| 121   | Pont-Saint-Esprit — Gambetta / Bagnols-sur-Cèze — Jean Jaurès ⥋ Nîmes — Gare Routière / Lycée Darboux (à certains services en période scolaire) | Pont-Saint-Esprit — Gambetta / Bagnols-sur-Cèze — Jean Jaurès ⥋ Nîmes — Gare Routière / Lycée Darboux (à certains services en période scolaire) | Pont-Saint-Esprit — Gambetta / Bagnols-sur-Cèze — Jean Jaurès ⥋ Nîmes — Gare Routière / Lycée Darboux (à certains services en période scolaire) | Pont-Saint-Esprit — Gambetta / Bagnols-sur-Cèze — Jean Jaurès ⥋ Nîmes — Gare Routière / Lycée Darboux (à certains services en période scolaire) | Pont-Saint-Esprit — Gambetta / Bagnols-sur-Cèze — Jean Jaurès ⥋ Nîmes — Gare Routière / Lycée Darboux (à certains services en période scolaire) | Pont-Saint-Esprit — Gambetta / Bagnols-sur-Cèze — Jean Jaurès ⥋ Nîmes — Gare Routière / Lycée Darboux (à certains services en période scolaire) | Pont-Saint-Esprit — Gambetta / Bagnols-sur-Cèze — Jean Jaurès ⥋ Nîmes — Gare Routière / Lycée Darboux (à certains services en période scolaire) | Pont-Saint-Esprit — Gambetta / Bagnols-sur-Cèze — Jean Jaurès ⥋ Nîmes — Gare Routière / Lycée Darboux (à certains services en période scolaire) | Pont-Saint-Esprit — Gambetta / Bagnols-sur-Cèze — Jean Jaurès ⥋ Nîmes — Gare Routière / Lycée Darboux (à certains services en période scolaire) |
| ----- | --- | --- | --- | --- | --- | --- | --- | --- | --- |
| 121   | Ouverture / Fermeture — / — | Longueur — | Durée 25-120 min | Nb. d’arrêts 49 | Matériel — | Jours de fonctionnement L, Ma, Me, J, V, S, D                                                                                                   | Jour / Soir / Nuit / Fêtes O / N / N / O | Voy. / an — | Dépôt — |
| 121   | Desserte : - Villes et lieux desservis : Pont-Saint-Esprit, Saint-Alexandre, Saint-Nazaire, Bagnols-sur-Cèze, Laudun-l'Ardoise, Connaux, Gaujac, Pouzilhac, Valliguières, Saint-Hilaire-d'Ozilhan, La Capelle-et-Masmolène, Saint-Hippolyte-de-Montaigu, Uzès, Argilliers, Sanilhac-Sagriès, Collias, Vers-Pont-du-Gard, Castillon-du-Gard, Remoulins, Saint-Bonnet-du-Gard, Lédenon, Bezouce, Saint-Gervasy, Marguerittes, Nîmes. - Gares desservies : Nîmes. | | | | | | | | |
| 121   | Autre : - Amplitudes horaires : La ligne circule du lundi au vendredi de 6h05 à 21h15, le samedi de 6h35 à 21h15 et le dimanche de 11h20 à 19h40. - Histoire : Avant le 2 septembre 2019, la ligne portait le numéro B21. - Date de dernière mise à jour : 22 août 2019. | | | | | | | | |
| 121   | Dernière actualisation : — | | | | | | | | |
| 122   | Bollène — Gare SNCF / Pont-Saint-Esprit — Gambetta ⥋ Bagnols-sur-Cèze — Gare / Avignon — Gare TGV | Bollène — Gare SNCF / Pont-Saint-Esprit — Gambetta ⥋ Bagnols-sur-Cèze — Gare / Avignon — Gare TGV                                               | Bollène — Gare SNCF / Pont-Saint-Esprit — Gambetta ⥋ Bagnols-sur-Cèze — Gare / Avignon — Gare TGV                                               | Bollène — Gare SNCF / Pont-Saint-Esprit — Gambetta ⥋ Bagnols-sur-Cèze — Gare / Avignon — Gare TGV                                               | Bollène — Gare SNCF / Pont-Saint-Esprit — Gambetta ⥋ Bagnols-sur-Cèze — Gare / Avignon — Gare TGV                                               | Bollène — Gare SNCF / Pont-Saint-Esprit — Gambetta ⥋ Bagnols-sur-Cèze — Gare / Avignon — Gare TGV                                               | Bollène — Gare SNCF / Pont-Saint-Esprit — Gambetta ⥋ Bagnols-sur-Cèze — Gare / Avignon — Gare TGV                                               | Bollène — Gare SNCF / Pont-Saint-Esprit — Gambetta ⥋ Bagnols-sur-Cèze — Gare / Avignon — Gare TGV                                               | Bollène — Gare SNCF / Pont-Saint-Esprit — Gambetta ⥋ Bagnols-sur-Cèze — Gare / Avignon — Gare TGV                                               |
| 122   | Ouverture / Fermeture — / — | Longueur — | Durée 25-90 min | Nb. d’arrêts 29 | Matériel — | Jours de fonctionnement L, Ma, Me, J, V, S, D                                                                                                   | Jour / Soir / Nuit / Fêtes O / N / N / O | Voy. / an — | Dépôt — |
| 122   | Desserte : - Villes et lieux desservis : Bollène, Lamotte-du-Rhône, Pont-Saint-Esprit, Saint-Alexandre, Saint-Nazaire, Bagnols-sur-Cèze, Laudun-l'Ardoise, Saint-Geniès-de-Comolas, Montfaucon, Roquemaure, Sauveterre, Villeneuve-lès-Avignon, Avignon. - Gares desservies : Avignon TGV, Avignon-Centre, Bollène-La Croisière. | | | | | | | | |
| 122   | Autre : - Amplitudes horaires : La ligne circule du lundi au vendredi de 5h35 à 21h30, le samedi de 6h10 à 21h30 et le dimanche de 9h40 à 21h30. - Histoire : Avant le 2 septembre 2019, la ligne portait le numéro B22. - Date de dernière mise à jour : 22 août 2019. | | | | | | | | |
| 122   | Dernière actualisation : — | | | | | | | | |
| 123   | Bagnols-sur-Cèze — Gymnase (en période scolaire à certains services) / Jean Jaurès ⥋ Avignon — Pôle d'Échanges Multimodal | Bagnols-sur-Cèze — Gymnase (en période scolaire à certains services) / Jean Jaurès ⥋ Avignon — Pôle d'Échanges Multimodal                       | Bagnols-sur-Cèze — Gymnase (en période scolaire à certains services) / Jean Jaurès ⥋ Avignon — Pôle d'Échanges Multimodal                       | Bagnols-sur-Cèze — Gymnase (en période scolaire à certains services) / Jean Jaurès ⥋ Avignon — Pôle d'Échanges Multimodal                       | Bagnols-sur-Cèze — Gymnase (en période scolaire à certains services) / Jean Jaurès ⥋ Avignon — Pôle d'Échanges Multimodal                       | Bagnols-sur-Cèze — Gymnase (en période scolaire à certains services) / Jean Jaurès ⥋ Avignon — Pôle d'Échanges Multimodal                       | Bagnols-sur-Cèze — Gymnase (en période scolaire à certains services) / Jean Jaurès ⥋ Avignon — Pôle d'Échanges Multimodal                       | Bagnols-sur-Cèze — Gymnase (en période scolaire à certains services) / Jean Jaurès ⥋ Avignon — Pôle d'Échanges Multimodal                       | Bagnols-sur-Cèze — Gymnase (en période scolaire à certains services) / Jean Jaurès ⥋ Avignon — Pôle d'Échanges Multimodal                       |
| 123   | Ouverture / Fermeture — / — | Longueur — | Durée 90 min | Nb. d’arrêts 31 | Matériel — | Jours de fonctionnement L, Ma, Me, J, V, S | Jour / Soir / Nuit / Fêtes O / N / N / N | Voy. / an — | Dépôt — |
| 123   | Desserte : - Villes et lieux desservis : Bagnols-sur-Cèze, Orsan, Laudun-l'Ardoise, Saint-Victor-la-Coste, Saint-Laurent-des-Arbres, Lirac, Tavel, Pujaut, Villeneuve-lès-Avignon, Avignon. - Gare desservie : Avignon-Centre. | | | | | | | | |
| 123   | Autre : - Amplitudes horaires : La ligne circule du lundi au vendredi de 6h15 à 20h00 et le samedi de 9h45 à 19h00. - Histoire : Avant le 2 septembre 2019, la ligne portait le numéro B23. - Date de dernière mise à jour : 22 août 2019. | | | | | | | | |
| 123   | Dernière actualisation : — | | | | | | | | |
| 125   | Estézargues — La Queyrade ⥋ Nîmes — Gare Routière | Estézargues — La Queyrade ⥋ Nîmes — Gare Routière                                                                                               | Estézargues — La Queyrade ⥋ Nîmes — Gare Routière                                                                                               | Estézargues — La Queyrade ⥋ Nîmes — Gare Routière                                                                                               | Estézargues — La Queyrade ⥋ Nîmes — Gare Routière                                                                                               | Estézargues — La Queyrade ⥋ Nîmes — Gare Routière                                                                                               | Estézargues — La Queyrade ⥋ Nîmes — Gare Routière                                                                                               | Estézargues — La Queyrade ⥋ Nîmes — Gare Routière                                                                                               | Estézargues — La Queyrade ⥋ Nîmes — Gare Routière                                                                                               |
| 125   | Ouverture / Fermeture — / — | Longueur — | Durée 60-80 min | Nb. d’arrêts 23 | Matériel — | Jours de fonctionnement L, Ma, Me, J, V | Jour / Soir / Nuit / Fêtes O / N / N / N | Voy. / an — | Dépôt — |
| 125   | Desserte : - Villes et lieux desservis : Estézargues, Domazan, Comps, Théziers, Montfrin, Meynes, Bezouce, Saint-Gervasy, Marguerittes, Nîmes. - Gare desservie : Nîmes. | | | | | | | | |
| 125   | Autre : - Amplitudes horaires : La ligne circule du lundi au vendredi de 6h35 à 19h20. - Histoire : Avant le 2 septembre 2019, la ligne portait le numéro B25. - Date de dernière mise à jour : 22 août 2019. | | | | | | | | |
| 125   | Dernière actualisation : — | | | | | | | | |

### Lignes 130 à 139
| Ligne | Caractéristiques | Caractéristiques                                                                                               | Caractéristiques                                                                                               | Caractéristiques                                                                                               | Caractéristiques                                                                                               | Caractéristiques                                                                                               | Caractéristiques                                                                                               | Caractéristiques                                                                                               | Caractéristiques                                                                                               |
| 130   | Arles — Gare Routière ⥋ Nîmes — Gare Routière | Arles — Gare Routière ⥋ Nîmes — Gare Routière                                                                  | Arles — Gare Routière ⥋ Nîmes — Gare Routière                                                                  | Arles — Gare Routière ⥋ Nîmes — Gare Routière                                                                  | Arles — Gare Routière ⥋ Nîmes — Gare Routière                                                                  | Arles — Gare Routière ⥋ Nîmes — Gare Routière                                                                  | Arles — Gare Routière ⥋ Nîmes — Gare Routière                                                                  | Arles — Gare Routière ⥋ Nîmes — Gare Routière                                                                  | Arles — Gare Routière ⥋ Nîmes — Gare Routière                                                                  |
| ----- | --- | --- | --- | --- | --- | --- | --- | --- | --- |
| 130   | Ouverture / Fermeture — / — | Longueur — | Durée 60 min                                                                                                   | Nb. d’arrêts 15                                                                                                | Matériel — | Jours de fonctionnement L, Ma, Me, J, V, S, D                                                                  | Jour / Soir / Nuit / Fêtes O / N / N / O                                                                       | Voy. / an — | Dépôt — |
| 130   | Desserte : - Villes et lieux desservis : Arles, Fourques, Bellegarde, Bouillargues, Nîmes. - Gares desservies : Nîmes, Arles. | | | | | | | | |
| 130   | Autre : - Amplitudes horaires : La ligne circule du lundi au samedi de 6h35 à 19h45 et le dimanche de 12h20 à 19h30. - Histoire : Avant le 2 septembre 2019, la ligne portait le numéro C30. - Date de dernière mise à jour : 23 août 2019.                             | | | | | | | | |
| 130   | Dernière actualisation : — | | | | | | | | |
| 132   | La Grande-Motte — Le Port / Le Grau-du-Roi — Halte Routière ⥋ Nîmes — Gare Routière | La Grande-Motte — Le Port / Le Grau-du-Roi — Halte Routière ⥋ Nîmes — Gare Routière                            | La Grande-Motte — Le Port / Le Grau-du-Roi — Halte Routière ⥋ Nîmes — Gare Routière                            | La Grande-Motte — Le Port / Le Grau-du-Roi — Halte Routière ⥋ Nîmes — Gare Routière                            | La Grande-Motte — Le Port / Le Grau-du-Roi — Halte Routière ⥋ Nîmes — Gare Routière                            | La Grande-Motte — Le Port / Le Grau-du-Roi — Halte Routière ⥋ Nîmes — Gare Routière                            | La Grande-Motte — Le Port / Le Grau-du-Roi — Halte Routière ⥋ Nîmes — Gare Routière                            | La Grande-Motte — Le Port / Le Grau-du-Roi — Halte Routière ⥋ Nîmes — Gare Routière                            | La Grande-Motte — Le Port / Le Grau-du-Roi — Halte Routière ⥋ Nîmes — Gare Routière                            |
| 132   | Ouverture / Fermeture — / — | Longueur — | Durée 65-110 min                                                                                               | Nb. d’arrêts 53                                                                                                | Matériel — | Jours de fonctionnement L, Ma, Me, J, V, S, D                                                                  | Jour / Soir / Nuit / Fêtes O / N / N / O                                                                       | Voy. / an — | Dépôt — |
| 132   | Desserte : - Villes et lieux desservis : La Grande-Motte, Le Grau-du-Roi, Aigues-Mortes, Saint-Laurent-d'Aigouze, Aimargues, Vauvert, Beauvoisin, Générac, Milhaud, Aubord, Nîmes. - Gares desservies : Nîmes, Le Grau-du-Roi.                                          | | | | | | | | |
| 132   | Autre : - Amplitudes horaires : La ligne circule du lundi au vendredi de 6h25 à 20h40, le samedi de 7h05 à 19h40 et le dimanche de 9h20 à 19h50. - Histoire : Avant le 2 septembre 2019, la ligne portait le numéro C32. - Date de dernière mise à jour : 23 août 2019. | | | | | | | | |
| 132   | Dernière actualisation : — | | | | | | | | |
| 133   | Le Cailar — Jean Macé / Vauvert — Afficion ⥋ Nîmes — Gare Routière | Le Cailar — Jean Macé / Vauvert — Afficion ⥋ Nîmes — Gare Routière                                             | Le Cailar — Jean Macé / Vauvert — Afficion ⥋ Nîmes — Gare Routière                                             | Le Cailar — Jean Macé / Vauvert — Afficion ⥋ Nîmes — Gare Routière                                             | Le Cailar — Jean Macé / Vauvert — Afficion ⥋ Nîmes — Gare Routière                                             | Le Cailar — Jean Macé / Vauvert — Afficion ⥋ Nîmes — Gare Routière                                             | Le Cailar — Jean Macé / Vauvert — Afficion ⥋ Nîmes — Gare Routière                                             | Le Cailar — Jean Macé / Vauvert — Afficion ⥋ Nîmes — Gare Routière                                             | Le Cailar — Jean Macé / Vauvert — Afficion ⥋ Nîmes — Gare Routière                                             |
| 133   | Ouverture / Fermeture — / — | Longueur — | Durée 35-55 min                                                                                                | Nb. d’arrêts 25                                                                                                | Matériel — | Jours de fonctionnement L, Ma, Me, J, V, S, D                                                                  | Jour / Soir / Nuit / Fêtes O / N / N / O                                                                       | Voy. / an — | Dépôt — |
| 133   | Desserte : - Villes et lieux desservis : Le Cailar, Vauvert, Vestric-et-Candiac, Uchaud, Bernis, Aubord, Nîmes. - Gares desservies : Nîmes, Vauvert. | | | | | | | | |
| 133   | Autre : - Amplitudes horaires : La ligne circule du lundi au vendredi de 5h45 à 20h35, le samedi de 6h30 à 20h35 et le dimanche de 7h35 à 18h30. - Histoire : Avant le 2 septembre 2019, la ligne portait le numéro C33. - Date de dernière mise à jour : 23 août 2019. | | | | | | | | |
| 133   | Dernière actualisation : — | | | | | | | | |
| 134   | Vauvert — Collège la Vallée Verte (à certains services en période scolaire) / Afficion ⥋ Nîmes — Gare Routière | Vauvert — Collège la Vallée Verte (à certains services en période scolaire) / Afficion ⥋ Nîmes — Gare Routière | Vauvert — Collège la Vallée Verte (à certains services en période scolaire) / Afficion ⥋ Nîmes — Gare Routière | Vauvert — Collège la Vallée Verte (à certains services en période scolaire) / Afficion ⥋ Nîmes — Gare Routière | Vauvert — Collège la Vallée Verte (à certains services en période scolaire) / Afficion ⥋ Nîmes — Gare Routière | Vauvert — Collège la Vallée Verte (à certains services en période scolaire) / Afficion ⥋ Nîmes — Gare Routière | Vauvert — Collège la Vallée Verte (à certains services en période scolaire) / Afficion ⥋ Nîmes — Gare Routière | Vauvert — Collège la Vallée Verte (à certains services en période scolaire) / Afficion ⥋ Nîmes — Gare Routière | Vauvert — Collège la Vallée Verte (à certains services en période scolaire) / Afficion ⥋ Nîmes — Gare Routière |
| 134   | Ouverture / Fermeture — / — | Longueur — | Durée 55-65 min                                                                                                | Nb. d’arrêts 21                                                                                                | Matériel — | Jours de fonctionnement L, Ma, Me, J, V, S                                                                     | Jour / Soir / Nuit / Fêtes O / N / N / N                                                                       | Voy. / an — | Dépôt — |
| 134   | Desserte : - Villes et lieux desservis : Vauvert, Vestric-et-Candiac, Beauvoisin, Générac, Aubord, Nîmes. - Gares desservies : Nîmes, Vauvert. | | | | | | | | |
| 134   | Autre : - Amplitudes horaires : La ligne circule du lundi au vendredi de 6h15 à 19h20 et le samedi de 6h45 à 19h20. - Histoire : Avant le 2 septembre 2019, la ligne portait le numéro C34. - Date de dernière mise à jour : 23 août 2019.                              | | | | | | | | |
| 134   | Dernière actualisation : — | | | | | | | | |
| 135   | Lunel — Lycée Louis Feuillade (à certains services en période scolaire) / République ⥋ Nîmes — Gare Routière | Lunel — Lycée Louis Feuillade (à certains services en période scolaire) / République ⥋ Nîmes — Gare Routière   | Lunel — Lycée Louis Feuillade (à certains services en période scolaire) / République ⥋ Nîmes — Gare Routière   | Lunel — Lycée Louis Feuillade (à certains services en période scolaire) / République ⥋ Nîmes — Gare Routière   | Lunel — Lycée Louis Feuillade (à certains services en période scolaire) / République ⥋ Nîmes — Gare Routière   | Lunel — Lycée Louis Feuillade (à certains services en période scolaire) / République ⥋ Nîmes — Gare Routière   | Lunel — Lycée Louis Feuillade (à certains services en période scolaire) / République ⥋ Nîmes — Gare Routière   | Lunel — Lycée Louis Feuillade (à certains services en période scolaire) / République ⥋ Nîmes — Gare Routière   | Lunel — Lycée Louis Feuillade (à certains services en période scolaire) / République ⥋ Nîmes — Gare Routière   |
| 135   | Ouverture / Fermeture — / — | Longueur — | Durée 60-65 min                                                                                                | Nb. d’arrêts 36                                                                                                | Matériel — | Jours de fonctionnement L, Ma, Me, J, V, S                                                                     | Jour / Soir / Nuit / Fêtes O / N / N / N                                                                       | Voy. / an — | Dépôt — |
| 135   | Desserte : - Villes et lieux desservis : Lunel, Gallargues-le-Montueux, Aigues-Vives, Mus, Vergèze, Codognan, Uchaud, Bernis, Milhaud, Nîmes. - Gares desservies : Nîmes, Lunel, Vergèze - Codognan.                                                                    | | | | | | | | |
| 135   | Autre : - Amplitudes horaires : La ligne circule du lundi au vendredi de 6h35 à 20h20 et le samedi de 7h25 à 18h35. - Histoire : Avant le 2 septembre 2019, la ligne portait le numéro C35. - Date de dernière mise à jour : 23 août 2019.                              | | | | | | | | |
| 135   | Dernière actualisation : — | | | | | | | | |
| 136   | Lunel — République ⥋ Nîmes — Gare Routière | Lunel — République ⥋ Nîmes — Gare Routière                                                                     | Lunel — République ⥋ Nîmes — Gare Routière                                                                     | Lunel — République ⥋ Nîmes — Gare Routière                                                                     | Lunel — République ⥋ Nîmes — Gare Routière                                                                     | Lunel — République ⥋ Nîmes — Gare Routière                                                                     | Lunel — République ⥋ Nîmes — Gare Routière                                                                     | Lunel — République ⥋ Nîmes — Gare Routière                                                                     | Lunel — République ⥋ Nîmes — Gare Routière                                                                     |
| 136   | Ouverture / Fermeture — / — | Longueur — | Durée 85-125 min                                                                                               | Nb. d’arrêts 45                                                                                                | Matériel — | Jours de fonctionnement L, Ma, Me, J, V, S                                                                     | Jour / Soir / Nuit / Fêtes O / N / N / N                                                                       | Voy. / an — | Dépôt — |
| 136   | Desserte : - Villes et lieux desservis : Lunel, Sommières, Villevieille, Aigues-Vives, Aubais, Gallargues-le-Montueux, Mus, Vergèze, Codognan, Uchaud, Bernis, Milhaud, Nîmes. - Gares desservies : Nîmes, Lunel, Vergèze - Codognan.                                   | | | | | | | | |
| 136   | Autre : - Amplitudes horaires : La ligne circule du lundi au vendredi de 6h00 à 20h50 et le samedi de 6h00 à 20h00. - Histoire : Avant le 2 septembre 2019, la ligne portait le numéro C36. - Date de dernière mise à jour : 23 août 2019.                              | | | | | | | | |
| 136   | Dernière actualisation : — | | | | | | | | |
| 137   | Aimargues — Anciens Combattants ⥋ Vergèze — La Gare | Aimargues — Anciens Combattants ⥋ Vergèze — La Gare                                                            | Aimargues — Anciens Combattants ⥋ Vergèze — La Gare                                                            | Aimargues — Anciens Combattants ⥋ Vergèze — La Gare                                                            | Aimargues — Anciens Combattants ⥋ Vergèze — La Gare                                                            | Aimargues — Anciens Combattants ⥋ Vergèze — La Gare                                                            | Aimargues — Anciens Combattants ⥋ Vergèze — La Gare                                                            | Aimargues — Anciens Combattants ⥋ Vergèze — La Gare                                                            | Aimargues — Anciens Combattants ⥋ Vergèze — La Gare                                                            |
| 137   | Ouverture / Fermeture — / — | Longueur — | Durée 25 min                                                                                                   | Nb. d’arrêts 6                                                                                                 | Matériel — | Jours de fonctionnement L, Ma, Me, J, V                                                                        | Jour / Soir / Nuit / Fêtes O / N / N / N                                                                       | Voy. / an — | Dépôt — |
| 137   | Desserte : - Villes et lieux desservis : Aimargues, Le Cailar, Vauvert, Vergèze. - Gares desservies : Vergèze - Codognan, Vauvert, Le Cailar. | | | | | | | | |
| 137   | Autre : - Amplitudes horaires : La ligne circule du lundi au vendredi de 6h15 à 19h45. - Histoire : Avant le 2 septembre 2019, la ligne portait le numéro C37. - Date de dernière mise à jour : 23 août 2019.                                                           | | | | | | | | |
| 137   | Dernière actualisation : — | | | | | | | | |

### Lignes 140 à 149
| Ligne | Caractéristiques | Caractéristiques                                                                       | Caractéristiques                                                                       | Caractéristiques                                                                       | Caractéristiques                                                                       | Caractéristiques                                                                       | Caractéristiques                                                                       | Caractéristiques                                                                       | Caractéristiques                                                                       |
| 140   | Le Vigan — Les Châtaigniers ⥋ Nîmes — Gare Routière | Le Vigan — Les Châtaigniers ⥋ Nîmes — Gare Routière                                    | Le Vigan — Les Châtaigniers ⥋ Nîmes — Gare Routière                                    | Le Vigan — Les Châtaigniers ⥋ Nîmes — Gare Routière                                    | Le Vigan — Les Châtaigniers ⥋ Nîmes — Gare Routière                                    | Le Vigan — Les Châtaigniers ⥋ Nîmes — Gare Routière                                    | Le Vigan — Les Châtaigniers ⥋ Nîmes — Gare Routière                                    | Le Vigan — Les Châtaigniers ⥋ Nîmes — Gare Routière                                    | Le Vigan — Les Châtaigniers ⥋ Nîmes — Gare Routière                                    |
| ----- | --- | -------------------------------------------------------------------------------------- | -------------------------------------------------------------------------------------- | -------------------------------------------------------------------------------------- | -------------------------------------------------------------------------------------- | -------------------------------------------------------------------------------------- | -------------------------------------------------------------------------------------- | -------------------------------------------------------------------------------------- | -------------------------------------------------------------------------------------- |
| 140   | Ouverture / Fermeture — / — | Longueur —                                                                             | Durée 45-110 min                                                                       | Nb. d’arrêts 43                                                                        | Matériel —                                                                             | Jours de fonctionnement L, Ma, Me, J, V, S, D                                          | Jour / Soir / Nuit / Fêtes O / N / N / O                                               | Voy. / an —                                                                            | Dépôt —                                                                                |
| 140   | Desserte : - Villes et lieux desservis : Le Vigan, Saint-André-de-Majencoules, Saint-Julien-de-la-Nef, Ganges, Moulès-et-Baucels, La Cadière-et-Cambo, Saint-Hippolyte-du-Fort, Conqueyrac, Sauve, Quissac, Orthoux-Sérignac-Quilhan, Vic-le-Fesq, Combas, Montpezat, Nîmes. - Gare desservie : Nîmes. |                                                                                        |                                                                                        |                                                                                        |                                                                                        |                                                                                        |                                                                                        |                                                                                        |                                                                                        |
| 140   | Autre : - Amplitudes horaires : La ligne circule du lundi au vendredi de 5h50 à 20h15, le samedi de 6h40 à 20h15 et le dimanche de 7h50 à 20h05. - Histoire : Avant le 2 septembre 2019, la ligne portait le numéro D40. - Date de dernière mise à jour : 23 août 2019.                                |                                                                                        |                                                                                        |                                                                                        |                                                                                        |                                                                                        |                                                                                        |                                                                                        |                                                                                        |
| 140   | Dernière actualisation : — |                                                                                        |                                                                                        |                                                                                        |                                                                                        |                                                                                        |                                                                                        |                                                                                        |                                                                                        |
| 141   | Sommières — Place des Aires ⥋ Nîmes — Gare Routière | Sommières — Place des Aires ⥋ Nîmes — Gare Routière                                    | Sommières — Place des Aires ⥋ Nîmes — Gare Routière                                    | Sommières — Place des Aires ⥋ Nîmes — Gare Routière                                    | Sommières — Place des Aires ⥋ Nîmes — Gare Routière                                    | Sommières — Place des Aires ⥋ Nîmes — Gare Routière                                    | Sommières — Place des Aires ⥋ Nîmes — Gare Routière                                    | Sommières — Place des Aires ⥋ Nîmes — Gare Routière                                    | Sommières — Place des Aires ⥋ Nîmes — Gare Routière                                    |
| 141   | Ouverture / Fermeture — / — | Longueur —                                                                             | Durée 60 min                                                                           | Nb. d’arrêts 27                                                                        | Matériel —                                                                             | Jours de fonctionnement L, Ma, Me, J, V, S, D                                          | Jour / Soir / Nuit / Fêtes O / N / N / O                                               | Voy. / an —                                                                            | Dépôt —                                                                                |
| 141   | Desserte : - Villes et lieux desservis : Sommières, Villevieille, Aujargues, Congénies, Calvisson, Saint-Dionizy, Langlade, Caveirac, Nîmes. - Gare desservie : Nîmes. |                                                                                        |                                                                                        |                                                                                        |                                                                                        |                                                                                        |                                                                                        |                                                                                        |                                                                                        |
| 141   | Autre : - Amplitudes horaires : La ligne circule du lundi au vendredi de 5h35 à 20h20, le samedi de 6h30 à 20h20 et le dimanche de 7h40 à 19h15. - Histoire : Avant le 2 septembre 2019, la ligne portait le numéro D41. - Date de dernière mise à jour : 23 août 2019.                                |                                                                                        |                                                                                        |                                                                                        |                                                                                        |                                                                                        |                                                                                        |                                                                                        |                                                                                        |
| 141   | Dernière actualisation : — |                                                                                        |                                                                                        |                                                                                        |                                                                                        |                                                                                        |                                                                                        |                                                                                        |                                                                                        |
| 142   | Le Vigan — Les Châtaignier / Saint-Hippolyte-du-Fort — Casernes ⥋ Alès — Gare Routière | Le Vigan — Les Châtaignier / Saint-Hippolyte-du-Fort — Casernes ⥋ Alès — Gare Routière | Le Vigan — Les Châtaignier / Saint-Hippolyte-du-Fort — Casernes ⥋ Alès — Gare Routière | Le Vigan — Les Châtaignier / Saint-Hippolyte-du-Fort — Casernes ⥋ Alès — Gare Routière | Le Vigan — Les Châtaignier / Saint-Hippolyte-du-Fort — Casernes ⥋ Alès — Gare Routière | Le Vigan — Les Châtaignier / Saint-Hippolyte-du-Fort — Casernes ⥋ Alès — Gare Routière | Le Vigan — Les Châtaignier / Saint-Hippolyte-du-Fort — Casernes ⥋ Alès — Gare Routière | Le Vigan — Les Châtaignier / Saint-Hippolyte-du-Fort — Casernes ⥋ Alès — Gare Routière | Le Vigan — Les Châtaignier / Saint-Hippolyte-du-Fort — Casernes ⥋ Alès — Gare Routière |
| 142   | Ouverture / Fermeture — / — | Longueur —                                                                             | Durée 65-115 min                                                                       | Nb. d’arrêts 42                                                                        | Matériel —                                                                             | Jours de fonctionnement L, Ma, Me, J, V                                                | Jour / Soir / Nuit / Fêtes O / N / N / N                                               | Voy. / an —                                                                            | Dépôt —                                                                                |
| 142   | Desserte : - Villes et lieux desservis : Le Vigan, Saint-André-de-Majencoules, Saint-Julien-de-la-Nef, Ganges, Moulès-et-Baucels, La Cadière-et-Cambo, Monoblet, Saint-Hippolyte-du-Fort, Durfort-et-Saint-Martin-de-Sossenac, Tornac, Anduze, Saint-Christol-lès-Alès, Alès. - Gare desservie : Alès. |                                                                                        |                                                                                        |                                                                                        |                                                                                        |                                                                                        |                                                                                        |                                                                                        |                                                                                        |
| 142   | Autre : - Amplitudes horaires : La ligne circule du lundi au vendredi de 6h35 à 19h00. - Histoire : Avant le 2 septembre 2019, la ligne portait le numéro D42. - Date de dernière mise à jour : 23 août 2019.                                                                                          |                                                                                        |                                                                                        |                                                                                        |                                                                                        |                                                                                        |                                                                                        |                                                                                        |                                                                                        |
| 142   | Dernière actualisation : — |                                                                                        |                                                                                        |                                                                                        |                                                                                        |                                                                                        |                                                                                        |                                                                                        |                                                                                        |

### Lignes 150 à 159
| Ligne | Caractéristiques | Caractéristiques | Caractéristiques | Caractéristiques | Caractéristiques | Caractéristiques | Caractéristiques | Caractéristiques | Caractéristiques |
| 150   | Tarascon — Gare ⥋ Avignon — Pôle d'Échanges Multimodal | Tarascon — Gare ⥋ Avignon — Pôle d'Échanges Multimodal                                                              | Tarascon — Gare ⥋ Avignon — Pôle d'Échanges Multimodal                                                              | Tarascon — Gare ⥋ Avignon — Pôle d'Échanges Multimodal                                                              | Tarascon — Gare ⥋ Avignon — Pôle d'Échanges Multimodal                                                              | Tarascon — Gare ⥋ Avignon — Pôle d'Échanges Multimodal                                                              | Tarascon — Gare ⥋ Avignon — Pôle d'Échanges Multimodal                                                              | Tarascon — Gare ⥋ Avignon — Pôle d'Échanges Multimodal                                                              | Tarascon — Gare ⥋ Avignon — Pôle d'Échanges Multimodal                                                              |
| ----- | --- | --- | --- | --- | --- | --- | --- | --- | --- |
| 150   | Ouverture / Fermeture — / — | Longueur — | Durée 35-65 min | Nb. d’arrêts 26 | Matériel — | Jours de fonctionnement L, Ma, Me, J, V, S                                                                          | Jour / Soir / Nuit / Fêtes O / N / N / N                                                                            | Voy. / an — | Dépôt — |
| 150   | Desserte : - Villes et lieux desservis : Tarascon, Beaucaire, Comps, Montfrin, Théziers, Domazan, Estézargues, Aramon, Avignon. - Gares desservies : Avignon-Centre, Tarascon. | | | | | | | | |
| 150   | Autre : - Amplitudes horaires : La ligne circule du lundi au samedi de 6h40 à 19h40. - Histoire : Avant le 2 septembre 2019, la ligne portait le numéro E50. - Date de dernière mise à jour : 23 août 2019.                                                                                           | | | | | | | | |
| 150   | Dernière actualisation : — | | | | | | | | |
| 151   | Nîmes — Gare Routière / Tarascon — Gare ⥋ Avignon — Pôle d'Échanges Multimodal | Nîmes — Gare Routière / Tarascon — Gare ⥋ Avignon — Pôle d'Échanges Multimodal                                      | Nîmes — Gare Routière / Tarascon — Gare ⥋ Avignon — Pôle d'Échanges Multimodal                                      | Nîmes — Gare Routière / Tarascon — Gare ⥋ Avignon — Pôle d'Échanges Multimodal                                      | Nîmes — Gare Routière / Tarascon — Gare ⥋ Avignon — Pôle d'Échanges Multimodal                                      | Nîmes — Gare Routière / Tarascon — Gare ⥋ Avignon — Pôle d'Échanges Multimodal                                      | Nîmes — Gare Routière / Tarascon — Gare ⥋ Avignon — Pôle d'Échanges Multimodal                                      | Nîmes — Gare Routière / Tarascon — Gare ⥋ Avignon — Pôle d'Échanges Multimodal                                      | Nîmes — Gare Routière / Tarascon — Gare ⥋ Avignon — Pôle d'Échanges Multimodal                                      |
| 151   | Ouverture / Fermeture — / — | Longueur — | Durée 45-105 min | Nb. d’arrêts 26 | Matériel — | Jours de fonctionnement L, Ma, Me, J, V, S, D                                                                       | Jour / Soir / Nuit / Fêtes O / N / N / O                                                                            | Voy. / an — | Dépôt — |
| 151   | Desserte : - Villes et lieux desservis : Nîmes, Rodilhan, Manduel, Redessan, Jonquières-Saint-Vincent, Beaucaire, Tarascon, Aramon, Vallabrègues, Avignon. - Gares desservies : Avignon-Centre, Avignon TGV, Nîmes, Tarascon.                                                                         | | | | | | | | |
| 151   | Autre : - Amplitudes horaires : La ligne circule du lundi au vendredi de 6h45 à 19h55, le samedi de 7h05 à 19h50 et le dimanche de 7h10 à 18h50. - Histoire : Avant le 2 septembre 2019, la ligne portait le numéro E51. - Date de dernière mise à jour : 23 août 2019.                               | | | | | | | | |
| 151   | Dernière actualisation : — | | | | | | | | |
| 152   | Saint-Ambroix — Boulevard du Portalet / Saint-Quentin-la-Poterie — Place / Uzès — Esplanade ⥋ Nîmes — Gare Routière | Saint-Ambroix — Boulevard du Portalet / Saint-Quentin-la-Poterie — Place / Uzès — Esplanade ⥋ Nîmes — Gare Routière | Saint-Ambroix — Boulevard du Portalet / Saint-Quentin-la-Poterie — Place / Uzès — Esplanade ⥋ Nîmes — Gare Routière | Saint-Ambroix — Boulevard du Portalet / Saint-Quentin-la-Poterie — Place / Uzès — Esplanade ⥋ Nîmes — Gare Routière | Saint-Ambroix — Boulevard du Portalet / Saint-Quentin-la-Poterie — Place / Uzès — Esplanade ⥋ Nîmes — Gare Routière | Saint-Ambroix — Boulevard du Portalet / Saint-Quentin-la-Poterie — Place / Uzès — Esplanade ⥋ Nîmes — Gare Routière | Saint-Ambroix — Boulevard du Portalet / Saint-Quentin-la-Poterie — Place / Uzès — Esplanade ⥋ Nîmes — Gare Routière | Saint-Ambroix — Boulevard du Portalet / Saint-Quentin-la-Poterie — Place / Uzès — Esplanade ⥋ Nîmes — Gare Routière | Saint-Ambroix — Boulevard du Portalet / Saint-Quentin-la-Poterie — Place / Uzès — Esplanade ⥋ Nîmes — Gare Routière |
| 152   | Ouverture / Fermeture — / — | Longueur — | Durée 40-135 min | Nb. d’arrêts 35 | Matériel — | Jours de fonctionnement L, Ma, Me, J, V, S, D                                                                       | Jour / Soir / Nuit / Fêtes O / N / N / O                                                                            | Voy. / an — | Dépôt — |
| 152   | Desserte : - Villes et lieux desservis : Saint-Ambroix, Potelières, Allègre-les-Fumades, Fons-sur-Lussan, Lussan, Vallérargues, La Bruguière, Fontarèches, Saint-Laurent-la-Vernède, La Bastide-d'Engras, Saint-Quentin-la-Poterie, Uzès, Sanilhac-Sagriès, Blauzac, Nîmes. - Gare desservie : Nîmes. | | | | | | | | |
| 152   | Autre : - Amplitudes horaires : La ligne circule du lundi au vendredi de 6h25 à 20h05, le samedi de 7h45 à 20h05 et le dimanche de 13h00 à 18h55. - Histoire : Avant le 2 septembre 2019, la ligne portait le numéro E52. - Date de dernière mise à jour : 23 août 2019.                              | | | | | | | | |
| 152   | Dernière actualisation : — | | | | | | | | |